# Honiara
Honiara a Salamon-szigetek fővárosa. Guadalcanal szigetén található.
Nevét elhelyezkedéséről kapta. A „Naho-ni-ara” kifejezés azt jelenti, hogy „keleti, délkeleti irányba néz”. A város a második világháború után lett az ország fővárosa, előtte Tulaghi töltötte be ezt a szerepet. A város a tengerparton fekszik, rendelkezik kikötővel. Főútjának neve Mendana Avenue. A parlament épületét 1993-ban avatták fel. A II. világháború legvéresebb tengeri csatái a közelben zajlottak. A körülbelül 38 ezer elesett emlékére amerikai és japán emlékművek is találhatók a szigeten.
1998 és 2003 között a város súlyos károkat szenvedett a kitört kvázi polgárháborús konfliktusban, amelynek oka a különböző etnikai csoportok közötti viszály volt.

## Éghajlat
| Hónap                         | Jan. | Feb. | Már. | Ápr. | Máj. | Jún. | Júl. | Aug. | Szep. | Okt. | Nov. | Dec. | Év   |
| ----------------------------- | ---- | ---- | ---- | ---- | ---- | ---- | ---- | ---- | ----- | ---- | ---- | ---- | ---- |
| Átlagos max. hőmérséklet (°C) | 31,0 | 31,0 | 30,0 | 31,0 | 31,0 | 31,0 | 30,0 | 31,0 | 31,0  | 31,0 | 31,0 | 31,0 | 30,8 |
| Átlagos min. hőmérséklet (°C) | 23,0 | 23,0 | 23,0 | 23,0 | 23,0 | 22,0 | 22,0 | 22,0 | 22,0  | 23,0 | 23,0 | 23,0 | 22,7 |
| Átl. csapadékmennyiség (mm)   | 274  | 282  | 359  | 231  | 130  | 99   | 99   | 91   | 94    | 150  | 137  | 226  | 2172 |
| Forrás: Weatherbase           |      |      |      |      |      |      |      |      |       |      |      |      |      |